# Stade Pepe-Rojo
 (mars 2025).
Si vous disposez d'ouvrages ou d'articles de référence ou si vous connaissez des sites web de qualité traitant du thème abordé ici, merci de compléter l'article en donnant les références utiles à sa vérifiabilité et en les liant à la section « Notes et références ».
Le stade Pepe-Rojo, également appelé Campos de Pepe Rojo ou Estadio Pepe Rojo en espagnol, est un complexe sportif situé à Valladolid (Espagne) et comportant deux stades de rugby à XV. Il a été inauguré en 1981.

## Présentation
Ce stade est le domicile des équipes du El Salvador Rugby et du Valladolid RAC. Il atteint des records d'affluence lorsque ces deux équipes se rencontrent[réf. nécessaire]. Il accueille les rencontres de ces clubs en División de Honor.
Il accueille également certains matchs de l'équipe nationale, entre autres un Espagne-Japon disputé le 5 juin 2010.